# Hensley (Arkansas)
Pour les articles homonymes, voir Hensley.
Hensley est une census-designated place du comté de Pulaski, dans l’État américain de l'Arkansas.